# Psallentes
Psallentes ('de zingenden') is een vocaal ensemble, opgericht in 2000, met thuisbasis in Leuven, België.

## Leden
Psallentes staat onder leiding van Hendrik Vanden Abeele. Het ensemble functioneert in een drietal verschillende bezettingen: mannen, vrouwen, en gemengd.

## Repertoire
Psallentes concentreert zich op gregoriaans uit de late middeleeuwen en de renaissance, en aanverwante Franco-Vlaamse polyfonie. Uit zorgvuldig onderzoek en gebruik van originele manuscripten verzamelt Psallentes bewijzen en inspiratie over de uitvoeringspraktijk van deze muziek. Hendrik Vanden Abeeles onderzoek aan de Universiteit Leiden behandelt de netelige en controversiële kwesties van ritme en geheugen als belangrijke vereiste voor een goed liturgisch zanger, en van de stem als onderzoeksinstrument.

## Discografie
- 2001 - Arnold de Lantins: Missa Verbum Incarnatum. Capilla Flamenca met Psallentes, Clari Cantuli en Oltremontano. Ricercar 207.
- 2002 - Pierre de la Rue: Missa de septem doloribus. Capilla Flamenca en Psallentes. Musique en Wallonie 0207.[3]
- 2002 - Musica Reservata. Endangered Sounds. Capilla Flamenca en Psallentes. Alamire Foundation 2002.
- 2005 - Pierre de la Rue: Missa Ave Maria, Vespers. Capilla Flamenca en Psallentes. MEW 0633.
- 2006 - Carmina Burana - Officium Lusorum. Choeur de chambre de Namur, Psallentes, Chœur d'enfants de l'école de musique de Forbach. RIC 247.
- 2006 - Etienne de Liège. In festo sanctissimae trinitatis. Psallentes. RIC 249
- 2007 - Llibre Vermell. Choeur de chambre de Namur, Psallentes, Les Pastoureaux, onder leiding van Christophe Deslignes. RIC 260.
- 2008 - Bellum et Pax. Capilla Flamenca en Psallentes. Eufoda 1372
- 2008 - Lambert de Sayve. (Gregoriaanse bijdragen aan een cd van Choeur de chambre de Namur, met La Fenice, onder leiding van Jean Tubéry)
- 2010 - Triduum Paschale. Capilla Flamenca en Psallentes, met de broeders van de Abdij van Westvleteren. Eufoda 1379
- 2011 - Beghinae I. Le Bricoleur LBCD/01
- 2011 - URSULA11. Le Bricoleur LBCD/03
- 2012 - Lambertus. Le Bricoleur LBCD/02
- 2013 - Tenebrae. Le Bricoleur LBCD/04
- 2013 - Jacobus. Le Bricoleur LBCD/05
- 2014 - Jomelli. (Gregoriaanse bijdragen aan een cd van Ghislieri Consort and Choir, Pavia) Deutsche harmonia mundi
- 2015 - Coronation Music for Charles II. Oltremontano en Psallentes onder leiding van Wim Bécu. Accent.
- 2015 - Liszt sampler
- 2016 - Missa Transfigurationis. Musique en Wallonie
- 2016 - Beghinae II. Le Bricoleur LBCD/07
- 2016 - Triptycha. Le Bricoleur LBCD/08
- 2016 - Fragmenta Tungrensia. Le Bricoleur LBCD/09
- 2017 - L'Abbé Liszt. Le Bricoleur LBCD/10
- 2017 - Hours of Hildegard. First Hour. Le Bricoleur LBCD/11
- 2017 - Salzinnes Saints. Le Bricoleur LBCD/12